# História das Filipinas (1965–1986)
A história das Filipinas, de 1965 a 1986, abrange a presidência de Ferdinando Marcos. A Era Marcos inclui os últimos anos da Terceira República (1965–1972), as Filipinas sob lei marcial (1972–1981) e a maior parte da Quarta República (1981–1986). No final da era ditatorial de Marcos, o país estava passando por uma crise de dívida, pobreza extrema e subemprego severo.  

## Governo Marcos (1965–1972)

### Primeiro mandato

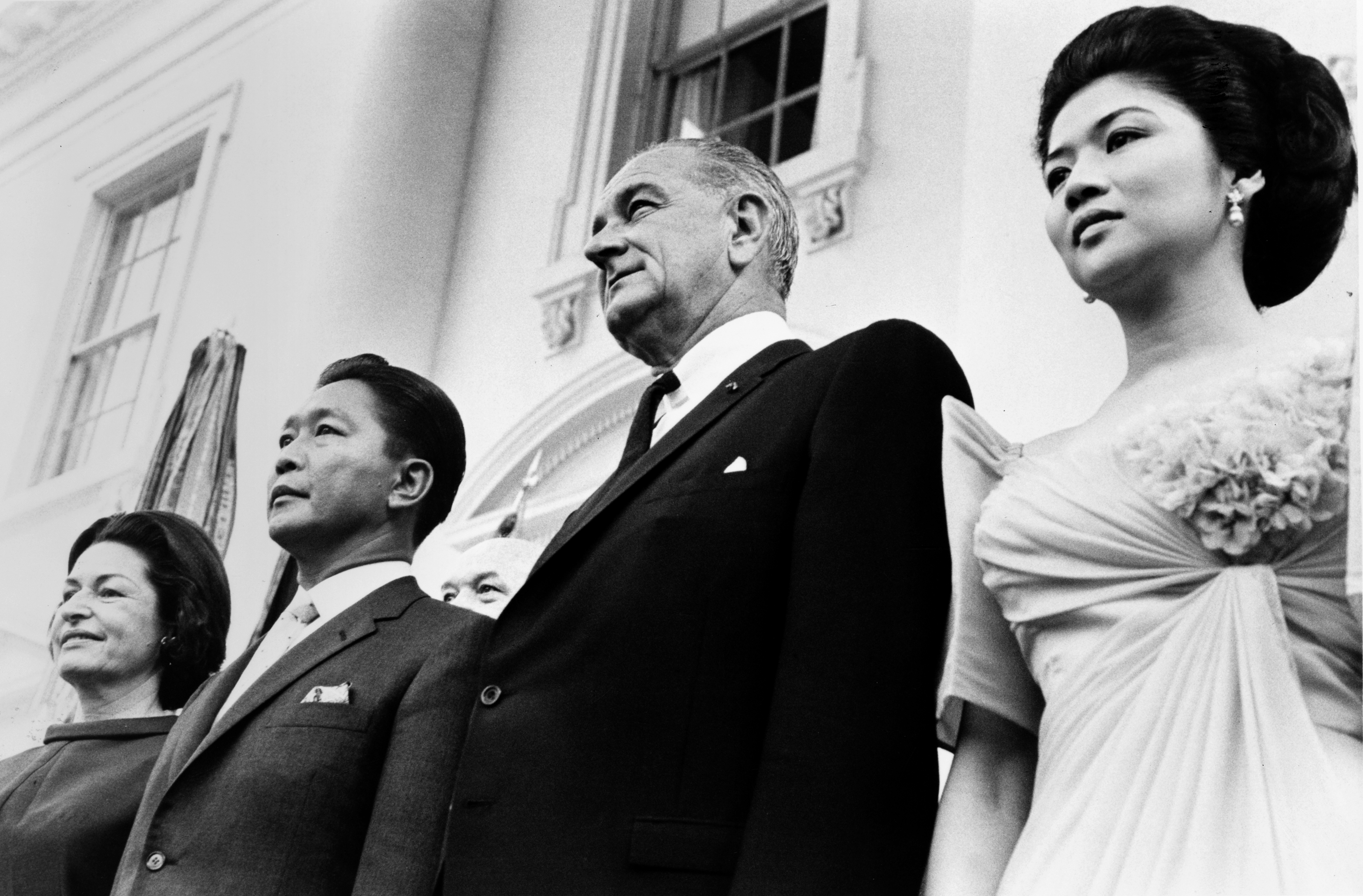
Ferdinando e Imelda Marcos com Lyndon B. Johnson e Lady Bird Johnson durante uma visita aos Estados Unidos

Em 1965, Ferdinando Marcos venceu a eleição presidencial e se tornou o 10º presidente das Filipinas. Seu primeiro mandato foi marcado pelo aumento da industrialização e pela construção de infraestrutura nacional, incluindo a criação da North Luzon Expressway e a continuação da Rodovia Maharlika (Rodovia Pan-Filipina).
Em 1968, o senador Benigno Aquino Jr. alertou que Marcos estava a caminho de estabelecer "um estado de guarnição" ao "aumentar o orçamento das forças armadas", sobrecarregando o establishment da defesa com "generais que perduram além do tempo" e "militarizando nossos gabinetes governamentais civis". Esses foram comentários proféticos à luz dos eventos que aconteceriam na década seguinte. 
Durante a Guerra do Vietnã, Marcos se opôs fortemente ao envio de forças militares ao Vietnã. Sob intensa pressão do presidente dos EUA Lyndon Johnson, Marcos enviou uma força militar filipina não combatente para a República do Vietnã em 1966, sob o comando do Grupo de Ação Cívica das Filipinas (PHILCAG). Como a guerra estava se mostrando impopular entre os filipinos, Marcos ordenou a retirada das PHILCAG em novembro de 1969.   

### Segundo mandato
Em 1969, Marcos concorreu a um segundo mandato – o último que lhe era permitido pela constituição de 1935, então em vigor.  Ele venceu por uma margem esmagadora contra outros 11 candidatos.
Mas os gastos massivos de Marcos durante a campanha presidencial de 1969 tiveram o seu preço e desencadearam uma crescente agitação pública.  Durante a campanha, Marcos gastou US$ 50 milhões em infraestrutura financiada por dívida, desencadeando a crise da balança de pagamentos das Filipinas em 1969.  O governo Marcos recorreu ao Fundo Monetário Internacional (FMI) em busca de ajuda, e o FMI ofereceu um acordo de reestruturação da dívida. Novas políticas, incluindo maior ênfase nas exportações e o relaxamento dos controles do peso, foram postas em prática. O peso foi autorizado a flutuar para um valor de mercado mais baixo, resultando em inflação drástica e agitação social. 
Em fevereiro de 1971, ativistas estudantis tomaram o campus de Diliman da Universidade das Filipinas e o declararam uma comuna livre. Os protestos durante a Tempestade do Primeiro Trimestre em 1970 resultaram em confrontos e dispersões violentas pela polícia nacional.
Durante a Tempestade do Primeiro Trimestre em 1970, a linha entre os activistas de esquerda e os comunistas tornou-se cada vez mais ténue, à medida que um número significativo de activistas avançados de Kabataang Makabayan (KM) se juntou ao Partido Comunista das Filipinas, fundado por José Maria Sison.  Membros do KM protestaram em frente ao Congresso, jogando um caixão, um jacaré de pelúcia e pedras em Ferdinand e Imelda Marcos após seu Discurso sobre o Estado da Nação. No palácio presidencial, ativistas arrombaram o portão com um caminhão de bombeiros e, quando o portão quebrou e cedeu, os ativistas invadiram o palácio atirando pedras, casamatas e coquetéis molotov. Em frente à embaixada dos EUA, os manifestantes vandalizaram, queimaram e danificaram o saguão da embaixada, resultando em um forte protesto do embaixador dos EUA.    Os protestos do KM variaram entre 50.000 e 100.000 pessoas por acção de massa semanal.  Após os tumultos de janeiro de 1970, pelo menos dois ativistas foram confirmados mortos e vários ficaram feridos pela polícia. O prefeito de Manila na época, Antonio Villegas, elogiou o Distrito Policial de Manila por seu "comportamento exemplar e coragem" e por proteger o Primeiro Casal muito depois que eles partiram. A morte dos activistas foi aproveitada pelo Manila Times e pelo Manila Chronicle, controlados por Lopez, culpando Marcos e acrescentando fogo aos protestos semanais.  Os estudantes declararam um boicote às aulas durante uma semana e, em vez disso, reuniram-se para organizar manifestações de protesto. 
Rumores de um golpe de estado também estavam surgindo. Um relatório do Comitê de Relações Exteriores do Senado dos EUA disse que logo após a eleição presidencial filipina de 1969, um grupo composto principalmente por coronéis e generais aposentados organizou uma junta revolucionária para primeiro desacreditar o presidente Marcos e depois matá-lo. Conforme descrito num documento entregue ao comité por um funcionário do Governo filipino, as figuras-chave na conspiração foram o vice-presidente Fernando Lopez e Sergio Osmeña Jr., que Marcos derrotou nas eleições de 1969.  Marcos chegou mesmo a deslocar-se à embaixada dos EUA para dissipar os rumores de que a embaixada dos EUA estaria a apoiar um golpe de Estado que a oposição, o Partido Liberal das Filipinas, estava a espalhar.  Embora a reportagem obtida pelo New York Times especulasse que a história poderia ser usada por Marcos para justificar a lei marcial, já em dezembro de 1969, em uma mensagem do embaixador dos EUA ao secretário de Estado assistente dos EUA, o embaixador dos EUA disse que a maior parte das conversas sobre revolução e até assassinato vinham da oposição derrotada, da qual Adevoso (do Partido Liberal) é um dos principais ativistas. Ele também disse que as informações que possui sobre os planos de assassinato são "concretas" ou bem fundamentadas e que ele precisa garantir que cheguem ao presidente Marcos.  

Perante a crise, Marcos escreveu uma entrada no seu diário em Janeiro de 1970: 
Eu tenho várias opções. Uma delas é abortar agora o plano subversivo pela prisão repentina dos conspiradores. Mas isso não seria aceito pelo povo. Nem conseguimos os Huks (comunistas), os seus quadros jurídicos e apoio. Nem o MIM (Movimento Internacional Maoista) e outras organizações subversivas [ou de frente], nem as clandestinas. Poderíamos permitir que a situação se desenvolvesse naturalmente depois de um terrorismo maciço, de assassinatos injustificados e de uma tentativa de assassinato e de um golpe de Estado, e depois declarar a lei marcial ou suspender o privilégio do recurso de habeas corpus – e prender todos, incluindo os quadros jurídicos . Neste momento estou inclinado para o último.

### Atentado à bomba na Plaza Miranda
Em 21 de agosto de 1971, o Partido Liberal realizou um comício de campanha na Plaza Miranda para proclamar suas apostas senatoriais e seu candidato à prefeitura de Manila. Duas granadas teriam sido atiradas no palco, ferindo quase todos os presentes. Como resultado, Marcos suspendeu o pedido de habeas corpus para prender os autores do ataque. Ele prendeu supostos suspeitos e outros indesejáveis para eliminar rivais no Partido Liberal.
Marcos acusou o movimento comunista de ser o autor do atentado e respondeu suspendendo o habeas corpus.    Documentos desclassificados da Agência Central de Inteligência dos EUA também implicam Marcos em pelo menos uma das séries mortais de atentados de 1971.  Para o historiador Joseph Scalice, ele argumentou que, embora o governo Marcos estivesse aliado ao Partido Komunista ng Pilipinas (PKP) na realização de atentados no início da década de 1970,  "a evidência da história sugere agora de forma esmagadora que o Partido Comunista das Filipinas, apesar de estar aliado ao Partido Liberal, foi responsável por este atentado, vendo-o como um meio de facilitar a repressão que, segundo eles, aceleraria a revolução". 

### Suposta emboscada de Juan Ponce Enrile
Na noite de 22 de setembro de 1972, o Ministro da Defesa Juan Ponce Enrile foi supostamente emboscado enquanto voltava para casa.   Acreditava-se amplamente que a tentativa de assassinato foi encenada; o próprio Enrile admitiu que a tentativa de assassinato foi encenada, mas mais tarde ele retiraria sua alegação.   

## Lei marcial (1972–1981)
O atentado à Plaza Miranda, a alegada emboscada de Enrile e o desembarque do MV Karagatan estavam entre os incidentes usados para justificar a imposição da lei marcial.  A alegada tentativa de assassinato de Enrile     juntamente com a inquietação geral dos cidadãos, foram usadas por Marcos como razões para emitir a Proclamação Presidencial n.º 1081, proclamando o estado de lei marcial nas Filipinas em 21 de Setembro 
Enfrentando mais críticas, Marcos afirmou que sua declaração de Lei Marcial foi apoiada pelo estimado estadista filipino, o senador Lorenzo Tañada, que na época estava no exterior representando as Filipinas em conferências parlamentares internacionais. Ao ouvir a alegação, o senador Tañada desmentiu-a e esclareceu que não deu tal apoio à declaração. 
Marcos, que posteriormente governou por decreto, restringiu a liberdade de imprensa e outras liberdades civis, aboliu o Congresso, controlou estabelecimentos de mídia e ordenou a prisão de líderes da oposição e ativistas militantes, incluindo seus maiores críticos, os senadores Benigno Aquino Jr. e Jose W. Diokno, virtualmente transformando as Filipinas em uma ditadura totalitária com Marcos. Inicialmente, a declaração da lei marcial foi bem recebida, dada a turbulência social do período. As taxas de criminalidade diminuíram significativamente depois que o toque de recolher foi implementado. Opositores políticos foram autorizados a ir para o exílio. À medida que a lei marcial continuou pelos nove anos seguintes, os excessos cometidos pelos militares aumentaram. No total, houve 3.257 execuções extrajudiciais, 35.000 torturas individuais e 70.000 pessoas foram encarceradas. Também é relatado que 737 filipinos desapareceram entre 1975 e 1985. 
Embora se alegasse que a lei marcial não era uma tomada militar do governo, a reação imediata de alguns setores da nação foi de espanto e consternação, pois, embora se alegasse que a gravidade da desordem, da ilegalidade, da injustiça social, do ativismo juvenil e estudantil e de outros movimentos perturbadores haviam chegado a um ponto de perigo, eles sentiam que a lei marcial em todo o país ainda não era justificada. Pior ainda, motivações políticas foram atribuídas à proclamação, já que o mandato do presidente Marcos, então constitucionalmente improrrogável, estava prestes a expirar. Esta suspeita tornou-se mais credível quando os líderes da oposição e os meios de comunicação social abertamente anti-Marcos foram imediatamente colocados sob detenção por tempo indeterminado em campos militares e outras restrições invulgares foram impostas às viagens, à comunicação, à liberdade de expressão e de imprensa, etc. Numa palavra, o regime da lei marcial era um anátema para uma parcela não pequena da população. 
Foi à luz das circunstâncias acima e como um meio de resolver o dilema acima mencionado que o conceito incorporado na Emenda nº 6, dando ao Presidente poder de emergência em caso de ameaça ou iminência para emitir decretos necessários, ordens que farão parte da lei do país, nasceu na Constituição de 1973. Em resumo, a ideia central que surgiu foi que a lei marcial poderia ser suspensa mais cedo, mas para salvaguardar as Filipinas e seu povo contra qualquer situação perigosa abrupta que justificasse algum exercício de poderes totalitários, estes últimos deveriam ser constitucionalmente permitidos, eliminando assim a necessidade de proclamar a lei marcial e seus concomitantes, principalmente a afirmação pelos militares de prerrogativas que os faziam parecer superiores às autoridades civis abaixo do presidente. Por outras palavras, o problema era que o que poderia ser necessário para a sobrevivência nacional ou para a restauração da normalidade face a uma crise ou a uma emergência deveria ser conciliado com a mentalidade e atitude popular do povo contra a lei marcial. 
Num discurso perante os seus colegas da Faculdade de Direito da Universidade das Filipinas, o Presidente Marcos declarou a sua intenção de levantar a lei marcial até ao final de janeiro de 1981. 
As palavras tranquilizadoras para o cético vieram por ocasião da reunião dos ex-alunos de direito da Universidade das Filipinas em 12 de dezembro de 1980, quando o presidente declarou: "Devemos apagar de uma vez por todas da mente pública quaisquer dúvidas quanto à nossa determinação em pôr fim à lei marcial e ministrar uma transição ordeira para um governo parlamentar." O aparente compromisso direto e irrevogável foi lançado na celebração do 45º aniversário das Forças Armadas das Filipinas em 22 de dezembro de 1980, quando o presidente proclamou: "Alguns dias atrás, após extensas consultas com uma ampla representação de vários setores da nação e em conformidade com a promessa feita há um ano durante o sétimo aniversário da Nova Sociedade, cheguei à firme decisão de que a lei marcial deveria ser levantada antes do final de janeiro de 1981, e que apenas em algumas áreas onde graves problemas de ordem pública e segurança nacional continuem a existir a lei marcial continuará em vigor." 
Após o levantamento da lei marcial, o poder permaneceu concentrado em Marcos.  Um estudioso observou como Marcos manteve "todos os decretos, ordens e poderes legislativos da lei marcial", incluindo poderes que lhe permitiam prender oponentes políticos. 

### Violações dos direitos humanos
A era da lei marcial sob Marcos foi marcada por pilhagem, repressão, tortura e atrocidade.  Segundo estimativas do historiador Alfred McCoy, cerca de 3.257 foram assassinados, 35.000 torturados e 70.000 detidos ilegalmente.  Um jornalista descreveu a administração Marcos como "um terrível balcão único para abusos de direitos humanos, um sistema que rapidamente transformou cidadãos em vítimas ao dispensar requisitos inconvenientes como proteções constitucionais, direitos básicos, devido processo legal e provas". 

### Economia
De acordo com dados do Banco Mundial, o produto interno bruto (PIB) das Filipinas quadruplicou de 8 mil milhões de dólares em 1972 para 32,45 mil milhões de dólares em 1980, para uma taxa média de crescimento ajustada à inflação de 6% ao ano.  De fato, de acordo com a Heritage Foundation, sediada nos EUA, as Filipinas desfrutaram de seu melhor desenvolvimento econômico desde 1945, entre 1972 e 1980. A economia cresceu em meio aos dois graves choques globais do petróleo após a crise do petróleo de 1973 e a crise energética de 1979 – o preço do petróleo era de US$ 3/barril em 1973 e US$ 39,5 em 1979, ou um crescimento de 1200% que impulsionou a inflação. Apesar da recessão de 1984-1985, o PIB per capita mais do que triplicou de 175,9 dólares em 1965 para 565,8 dólares em 1985 no final do mandato de Marcos, embora esta média seja inferior a 1,2% ao ano quando ajustada pela inflação.    A Heritage Foundation salientou que quando a economia começou a enfraquecer em 1979, o governo não adoptou políticas anti-recessionistas e, em vez disso, lançou projectos industriais arriscados e dispendiosos. 
O governo teve uma política de empréstimos cautelosa na década de 1970.  Em meio aos altos preços do petróleo, altas taxas de juros, fuga de capitais e queda nos preços de exportação de açúcar e coco, o governo filipino contraiu um empréstimo significativo de dívida externa no início da década de 1980.  A dívida externa total do país aumentou de US$ 2,3 bilhões em 1970 para US$ 26,2 bilhões em 1985. Os críticos de Marcos acusaram que as políticas se tornaram baseadas em dívidas, juntamente com corrupção e pilhagem de fundos públicos por Marcos e seus comparsas. Isso colocou o país em uma crise de serviço da dívida que deverá ser resolvida somente em 2025. Os críticos apontaram um estado ilusório do desenvolvimento do país, já que o período foi marcado por uma forte desvalorização do peso filipino de 3,9 para 20,53. A economia em geral experimentou um crescimento mais lento do PIB per capita, condições salariais mais baixas e maior desemprego, especialmente no final do mandato de Marcos, após a recessão de 1983-1984. A recessão foi desencadeada em grande parte pela instabilidade política após o assassinato de Benigno Aquino Jr.,  altas taxas de juros globais,  a grave recessão econômica global e um aumento significativo no preço global do petróleo, os três últimos dos quais afetaram todos os países endividados na América Latina e na Europa, e as Filipinas não foram isentas.   Os economistas notaram que a incidência da pobreza aumentou de 41% na década de 1960, quando Marcos assumiu a presidência, para 59% quando ele foi afastado do poder.   
O período é por vezes descrito como uma idade de ouro para a economia do país pelos distorcionistas históricos.   No final do período, o país estava a passar por uma crise de dívida, pobreza extrema e grave subemprego.   Na ilha de Negros, que sofreu o que veio a ser chamado de fome de Negros, um quinto das crianças menores de seis anos sofria de subnutrição grave.  

### Emigração
Desde a eleição de Marcos em 1965 até a queda do regime de Marcos em 1986, cerca de 300.000 filipinos emigraram das Filipinas para os Estados Unidos. 

### Corrupção, pilhagem e capitalismo de compadrio
As Filipinas, sob lei marcial, sofriam de corrupção maciça e descontrolada.  
Algumas estimativas, incluindo a do Banco Mundial, colocam a riqueza roubada da família Marcos em 10 mil milhões de dólares.    
A pilhagem foi conseguida através da criação de monopólios governamentais, da concessão de empréstimos a compinchas, da aquisição forçada de empresas públicas e privadas, da pilhagem directa do tesouro público, da emissão de decretos presidenciais que permitiram aos compinchas acumularem riqueza, de subornos e comissões de empresas, da utilização de empresas fantasma para branquear dinheiro no estrangeiro, do desvio de ajuda internacional e da ocultação de riqueza em contas bancárias no estrangeiro. 

### Eleições parlamentares
As primeiras eleições formais desde 1969 para uma Batasang Pambansa (Assembleia Nacional) interina foram realizadas em 7 de abril de 1978. O senador Aquino, então preso, decidiu concorrer à liderança do seu partido, o partido Lakas ng Bayan,  mas não conseguiu nenhum assento no Batasan, apesar do apoio público e da sua aparente vitória. Na noite anterior às eleições, apoiadores do partido LABAN demonstraram sua solidariedade montando uma "barreira de ruído" em Manila, causando barulho a noite toda até o amanhecer.

## Quarta República (1981–1986)

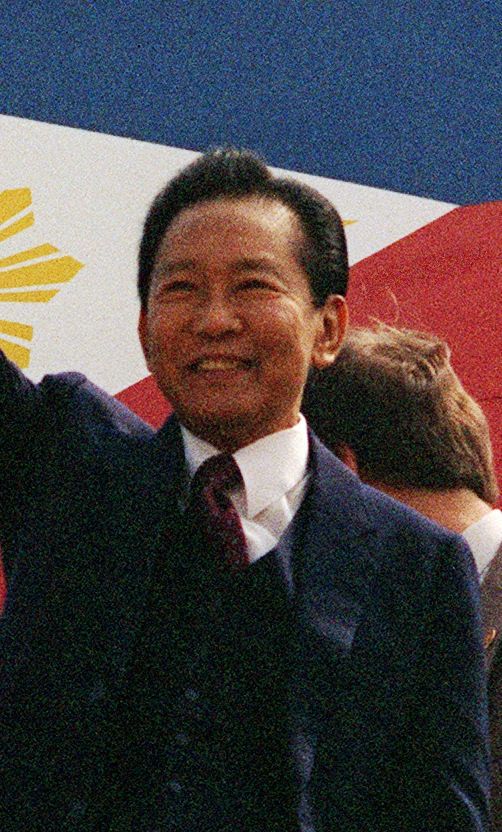
Ferdinando Marcos em 1983

A oposição boicotou as eleições presidenciais de 16 de junho de 1981, que colocaram Marcos e seu partido Kilusang Bagong Lipunan contra o general aposentado Alejo Santos do Partido Nacionalista. Marcos venceu por uma margem de mais de 16 milhões de votos, o que constitucionalmente lhe permitiu ter mais um mandato de seis anos. O Ministro das Finanças, Cesar Virata, foi eleito primeiro-ministro pelo Batasang Pambansa. 
Em 1983, o líder da oposição Benigno "Ninoy" Aquino Jr. foi assassinado no Aeroporto Internacional de Manila ao retornar às Filipinas após um longo período de exílio nos Estados Unidos. Isso aumentou a insatisfação popular com Marcos e deu início a uma série de eventos, incluindo pressão dos Estados Unidos, que culminou em uma eleição presidencial antecipada em 7 de fevereiro de 1986. A oposição se uniu sob a liderança da viúva de Aquino, Corazón Aquino, e de Salvador Laurel, chefe das Organizações Democráticas Nacionalistas Unidas (UNIDO). A eleição foi marcada por relatos generalizados de violência e adulteração de resultados por ambos os lados. 
O órgão oficial de apuração eleitoral, a Comissão Eleitoral (COMELEC), declarou Marcos o vencedor, apesar da greve organizada por técnicos de informática marginalizados em 9 de fevereiro. De acordo com a contagem final da COMELEC, Marcos venceu com 10.807.197 votos, contra 9.291.761 votos de Aquino. Em contraste, a contagem parcial de 70% do Movimento Nacional de Cidadãos para Eleições Livres, um observador eleitoral credenciado, disse que Aquino venceu com 7.835.070 votos contra 7.053.068 de Marcos.  

## Fim do regime de Marcos
A eleição presidencial filipina de 1986 foi geralmente vista como fraudulenta, tanto local quanto internacionalmente. Observadores internacionais, incluindo uma delegação norte-americana liderada pelo senador Richard Lugar, denunciaram os resultados oficiais.  Corazon Aquino rejeitou os resultados e realizou o comício "Tagumpay ng Bayan" (Vitória do Povo) no Parque Luneta em 16 de fevereiro de 1986, anunciando uma campanha de desobediência civil e convocando seus apoiadores a boicotar publicações e empresas associadas a Marcos ou a qualquer um de seus comparsas.  O evento contou com a presença de uma multidão de cerca de dois milhões de pessoas.  O acampamento de Aquino começou a fazer preparativos para mais comícios, e a própria Aquino foi a Cebu para reunir mais pessoas para sua causa. 
No rescaldo das eleições e das revelações de irregularidades, o Ministro da Defesa Juan Ponce Enrile e o Movimento de Reforma das Forças Armadas (RAM) – uma cabala de oficiais das Forças Armadas das Filipinas (AFP)  – puseram em marcha uma tentativa de golpe de Estado contra Ferdinand e Imelda Marcos.  No entanto, a conspiração foi logo descoberta e Marcos ordenou que Enrile e seus apoiadores fossem presos.  
Com medo de ser derrotado pelas forças de Marcos, Enrile procurou ajuda do então vice-chefe de gabinete da AFP, tenente-general Fidel Ramos, que também era chefe da polícia filipina (hoje Polícia Nacional das Filipinas). Ramos concordou e retirou seu apoio ao governo, ficando do lado de Enrile. As suas respectivas forças barricaram-se no Camp Crame e no Camp Aguinaldo, que ficavam próximos um do outro em ambos os lados da Avenida Epifanio de los Santos (EDSA), em Cidade Quezon.  Apesar das suas forças combinadas, no entanto, Enrile e Ramos ficaram essencialmente presos nos campos e, nas palavras do historiador Vicente L. Rafael, "tornaram-se alvos fáceis para as forças leais de Ferdinand Marcos". 
Um pequeno contingente de apoiadores de Aquino, liderados por seu cunhado Butz Aquino, foi à EDSA para expressar apoio aos golpistas, na esperança de impedir que Marcos os aniquilasse. Na mesma época, Ramos e Enrile contataram o influente Arcebispo de Manila, Cardeal Jaime Sin, para pedir ajuda.  O Cardeal Sin foi à rádio e encorajou as pessoas na capital a irem também à EDSA para apoiar Ramos e Enrile, e as multidões, já se preparando para realizar protestos eleitorais, marcharam em massa para o trecho da EDSA entre os dois campos. 
Isso evoluiu para a pacífica Revolução EDSA de 1986 ou Revolução do Poder Popular, que terminou com Marcos se exilando no Havaí e Corazon Aquino se tornando a 11ª presidente das Filipinas em 25 de fevereiro de 1986. Sob Aquino, as Filipinas adotariam uma nova constituição, encerrando a Quarta República e inaugurando a Quinta República. 